# 원주종합운동장
원주종합운동장(原州綜合運動場, Wonju Stadaium)은 대한민국 강원특별자치도 원주시에 있는 스포츠 시설이다. 천연잔디 필드와 우레탄 트랙이 갖춰진 경기장이며, 1980년 5월에 준공되었다. 건축 면적은 534.14m2이다.
2013년 10월부터 2016년까지 강원 FC의 홈 경기장으로 사용되었다. 2021년부터 강원 FC B의 홈 경기장으로 사용되고 있다.

## 사진

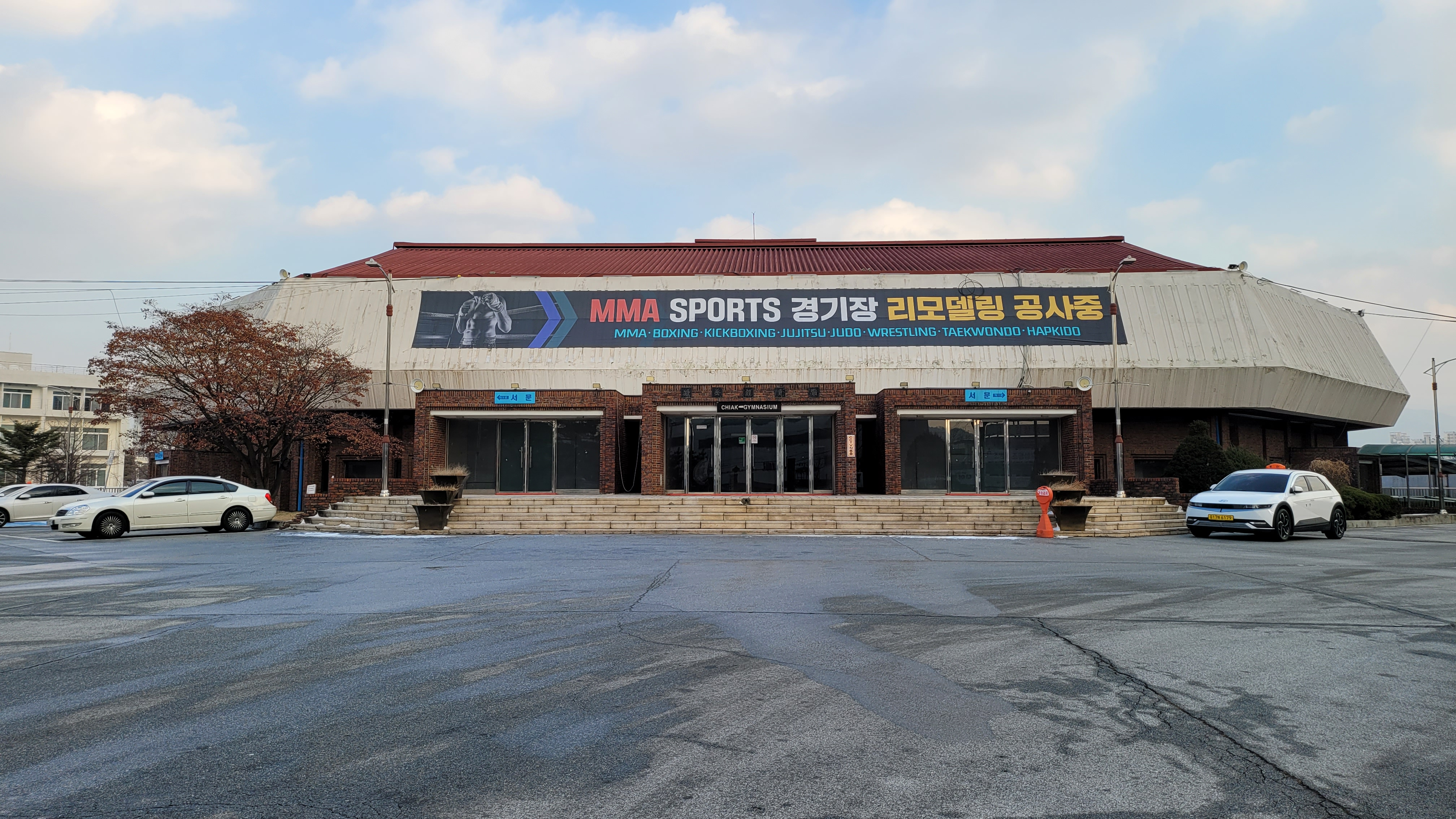
치악체육관.
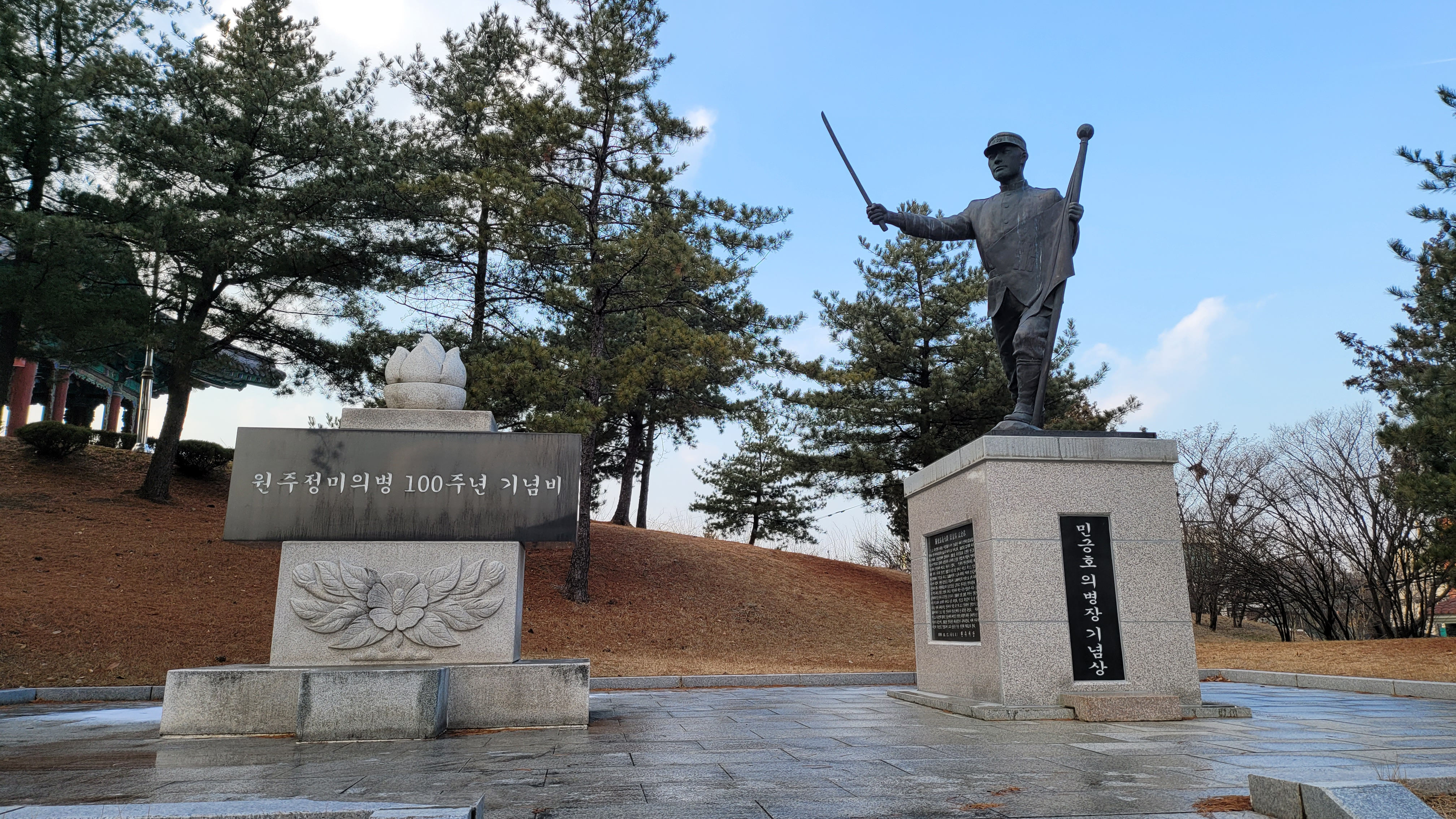
체육관 옆의 민긍호 기념상.
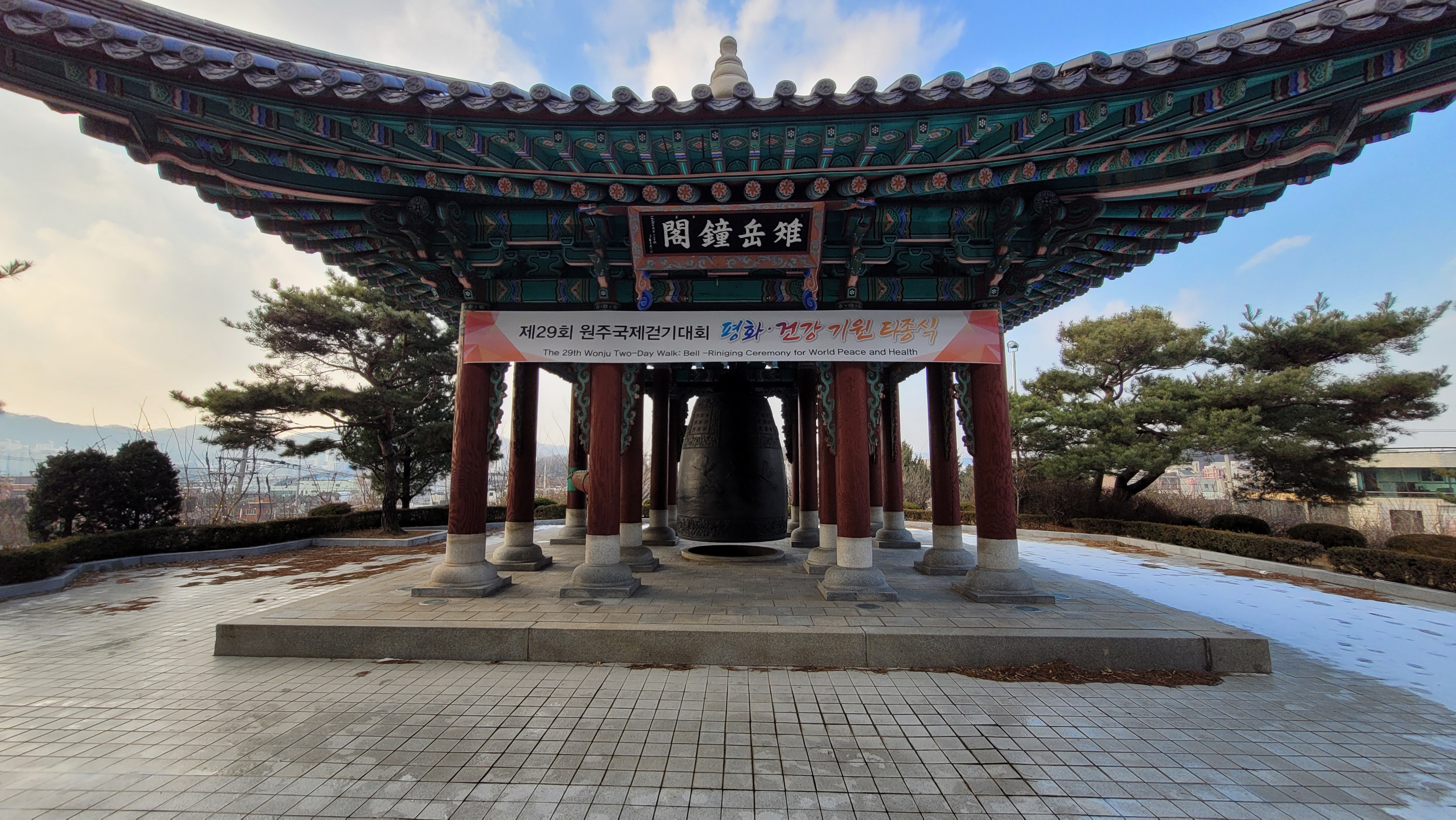
체육관 옆의 치악종각.
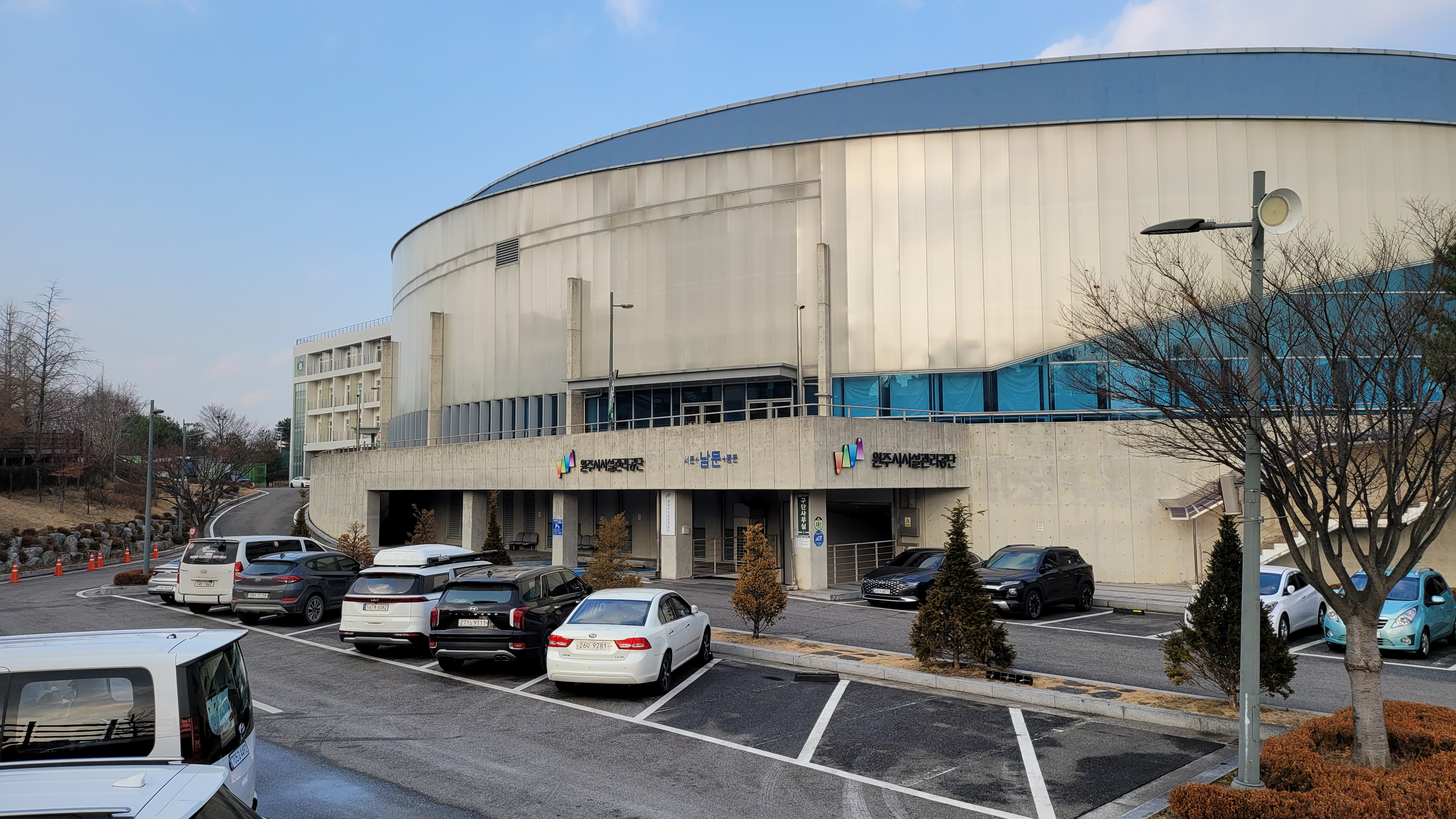
원주종합체육관.
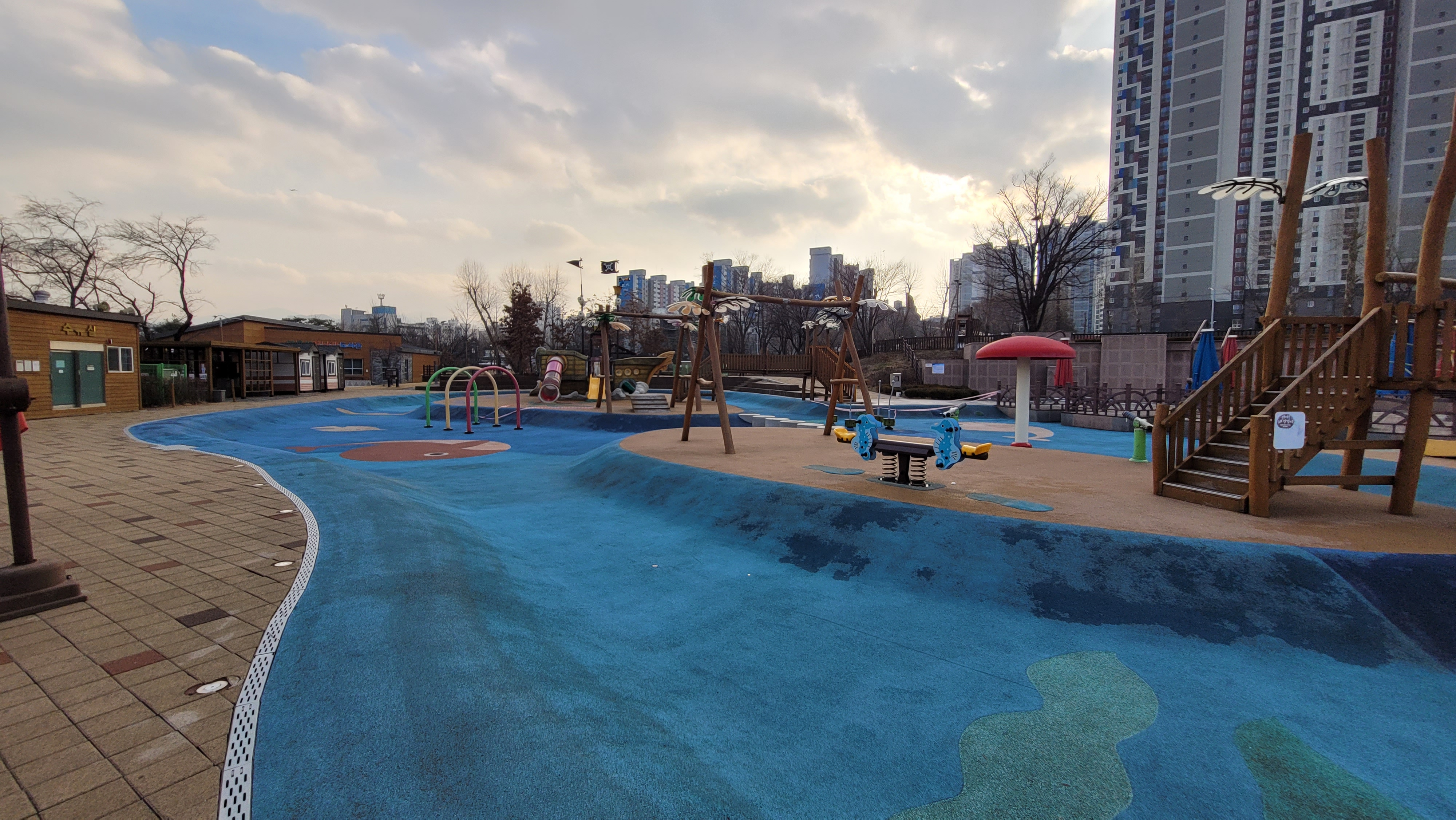
체육관 옆의 놀이터.
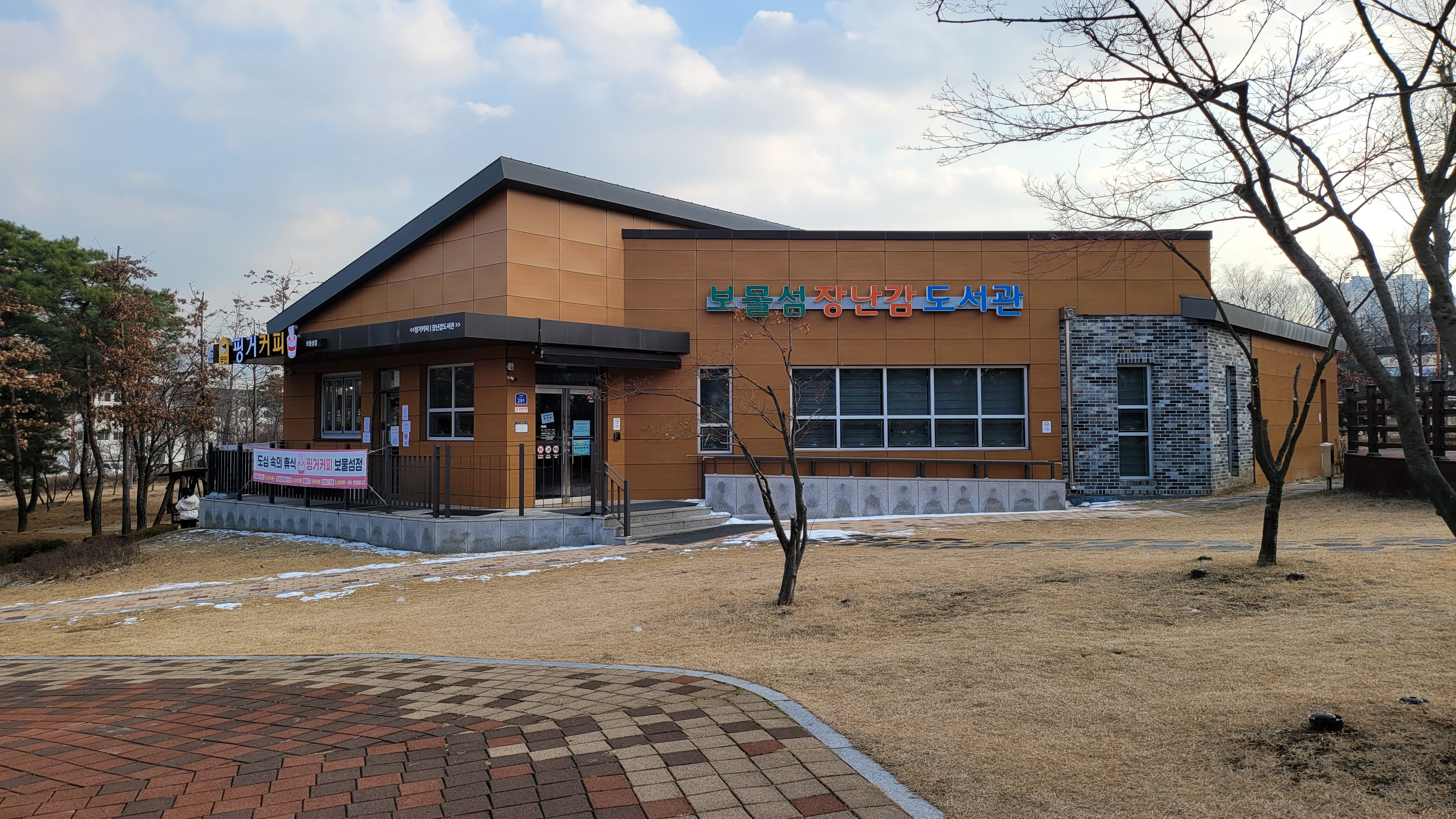
놀이터 인근의 보물섬장난감도서관.
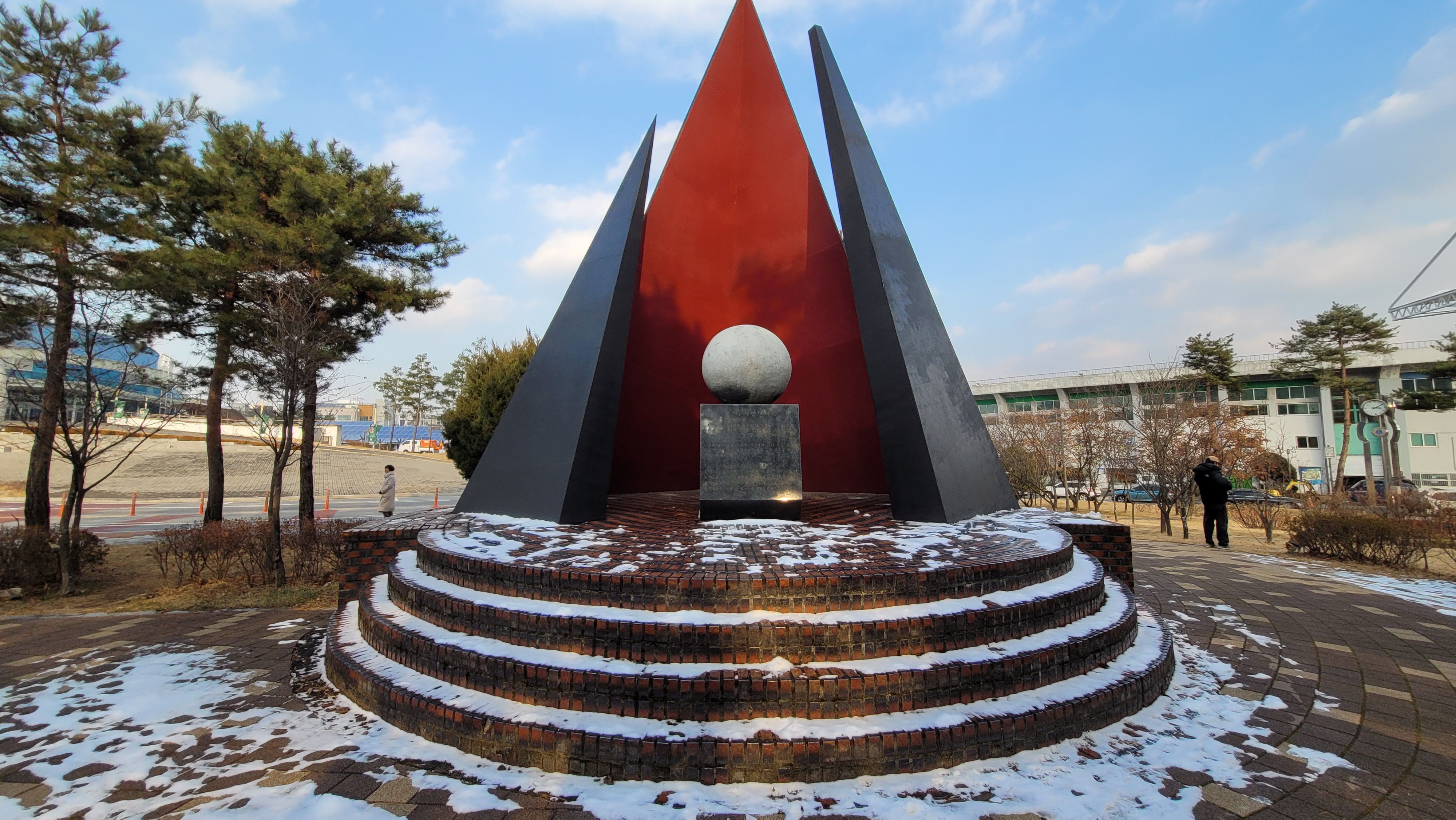
체육관 옆의 기념비.
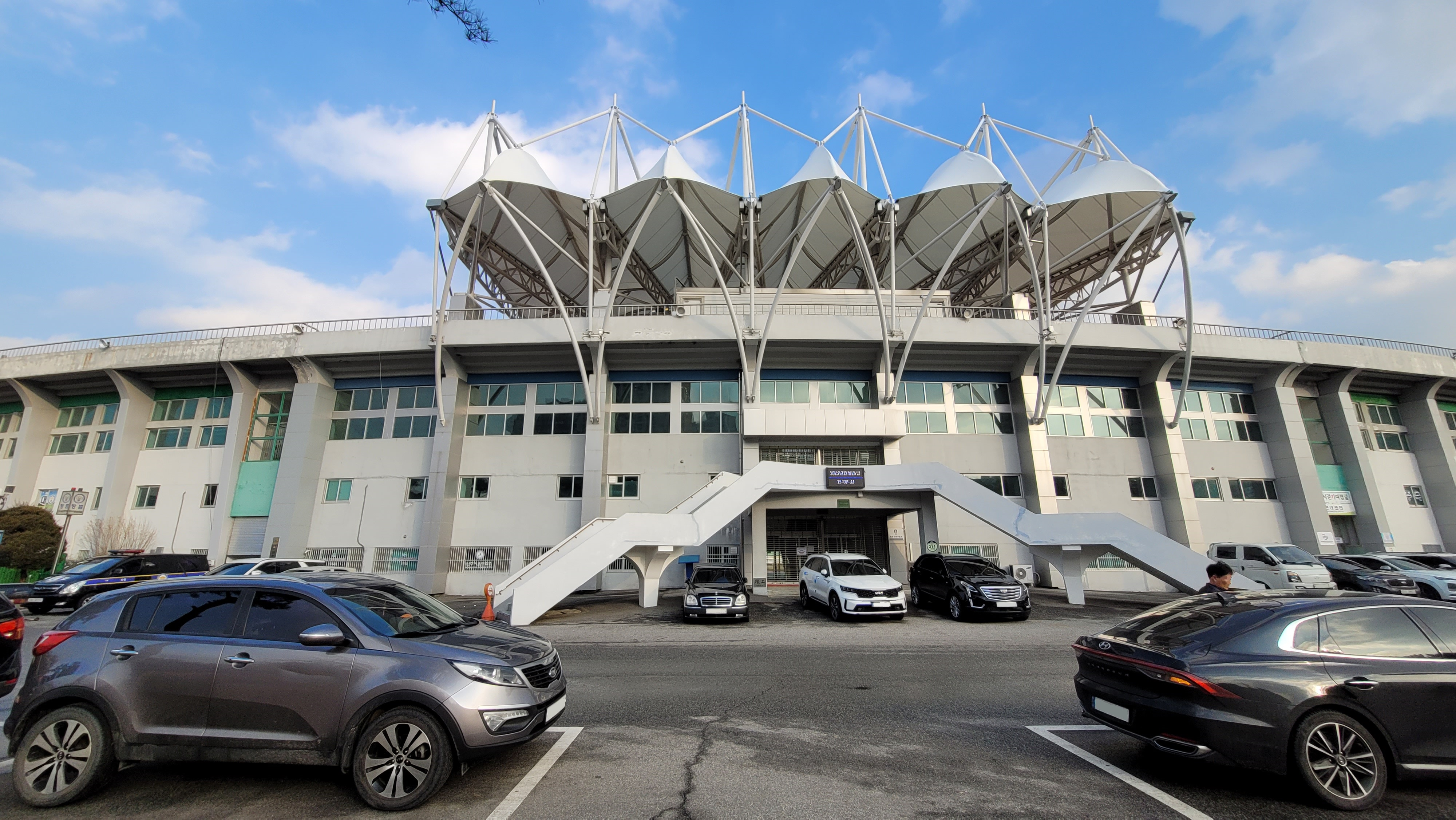
원주종합운동장.
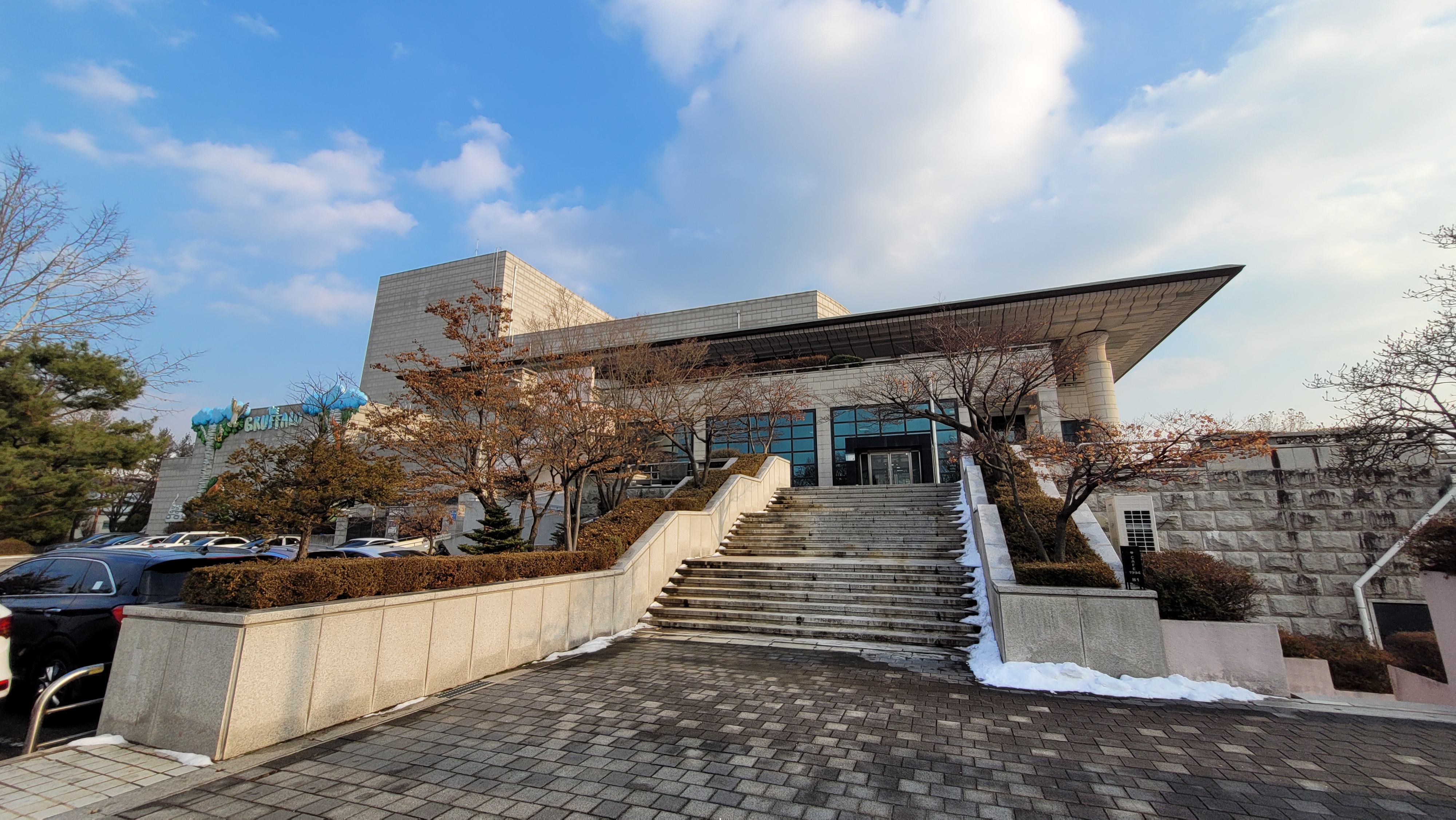
치악예술관.
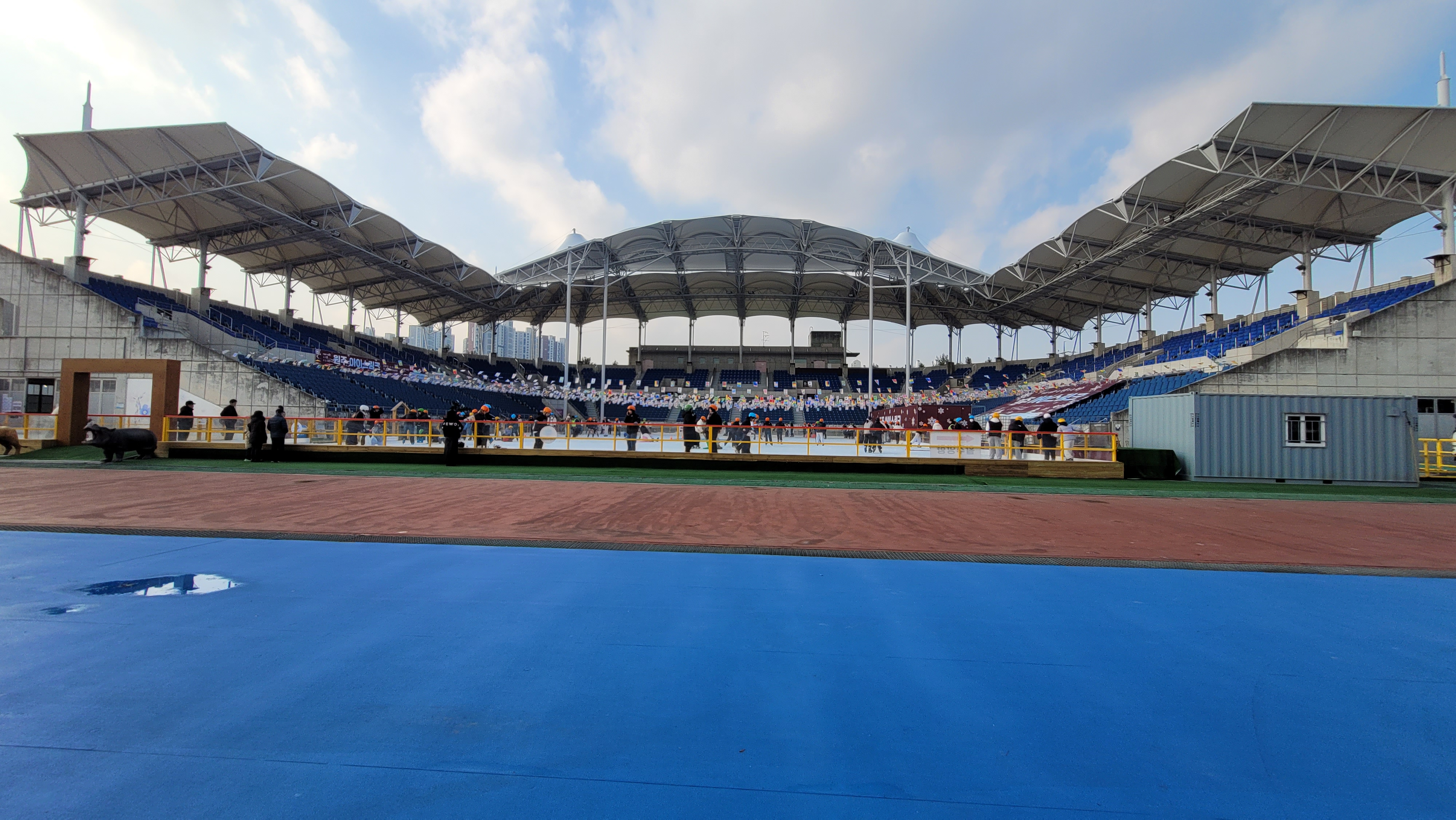
원주젊음의광장 공연장.
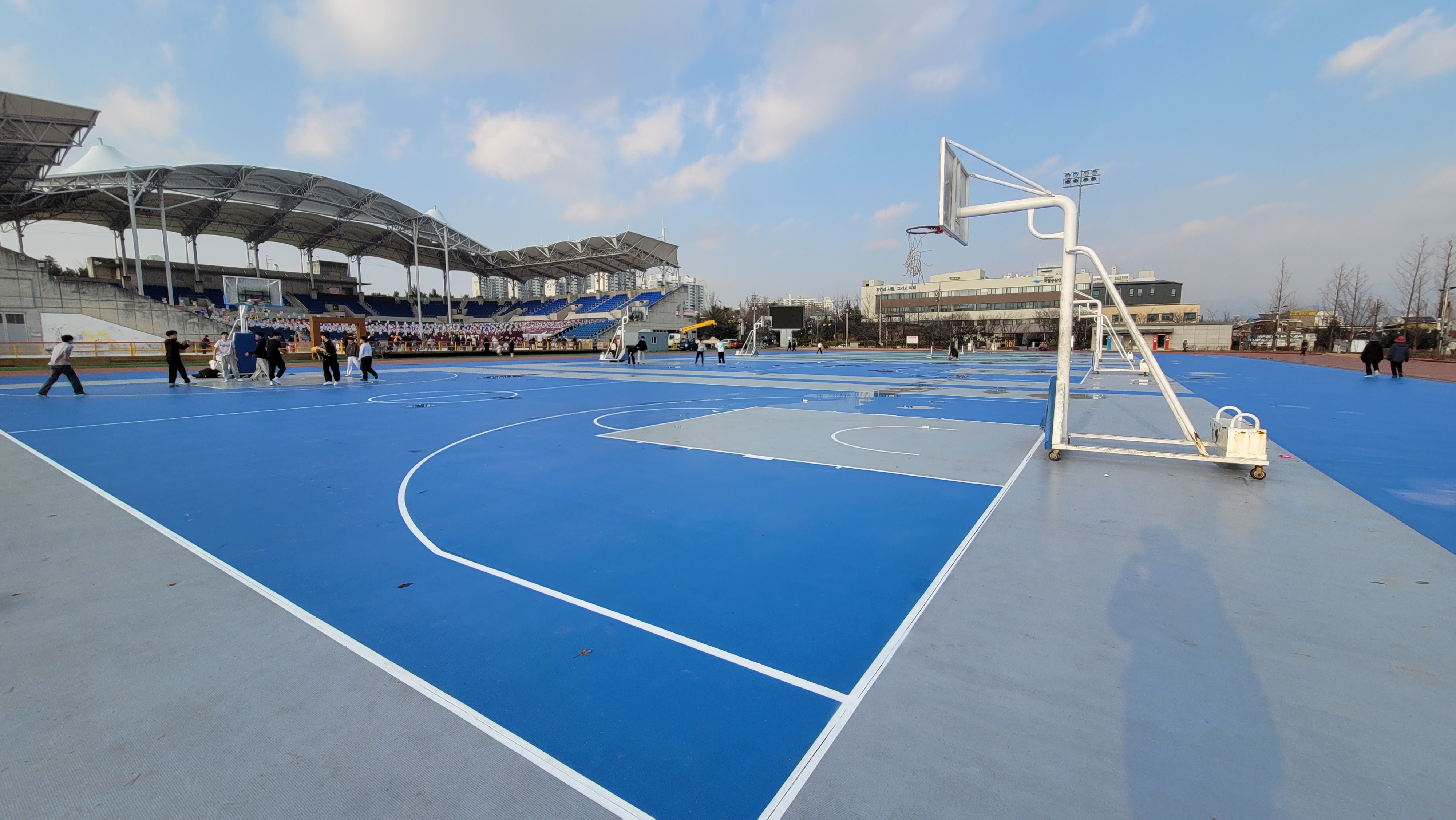
원주젊음의광장 광장.
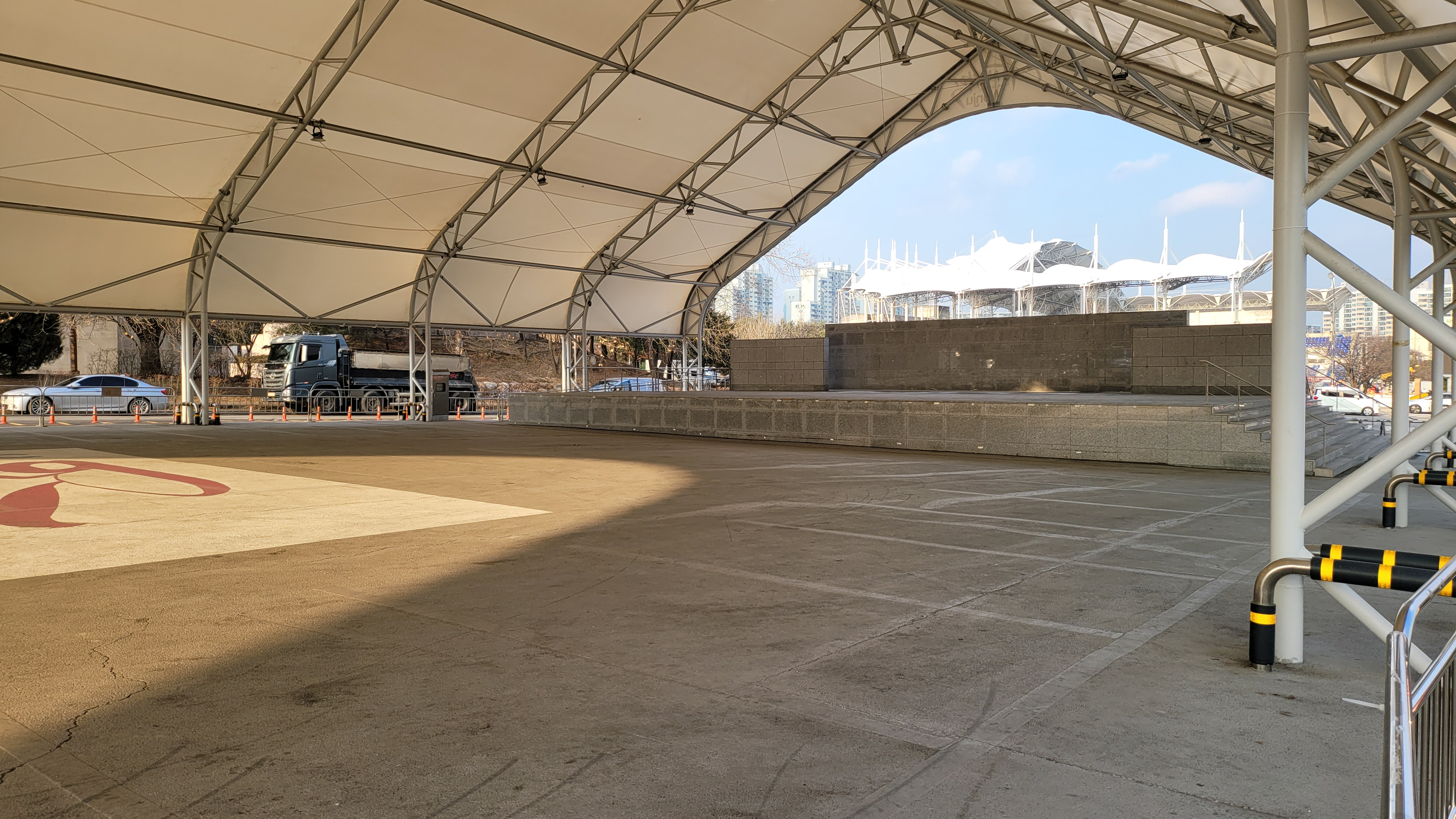
체육관 인근의 상설공연장.
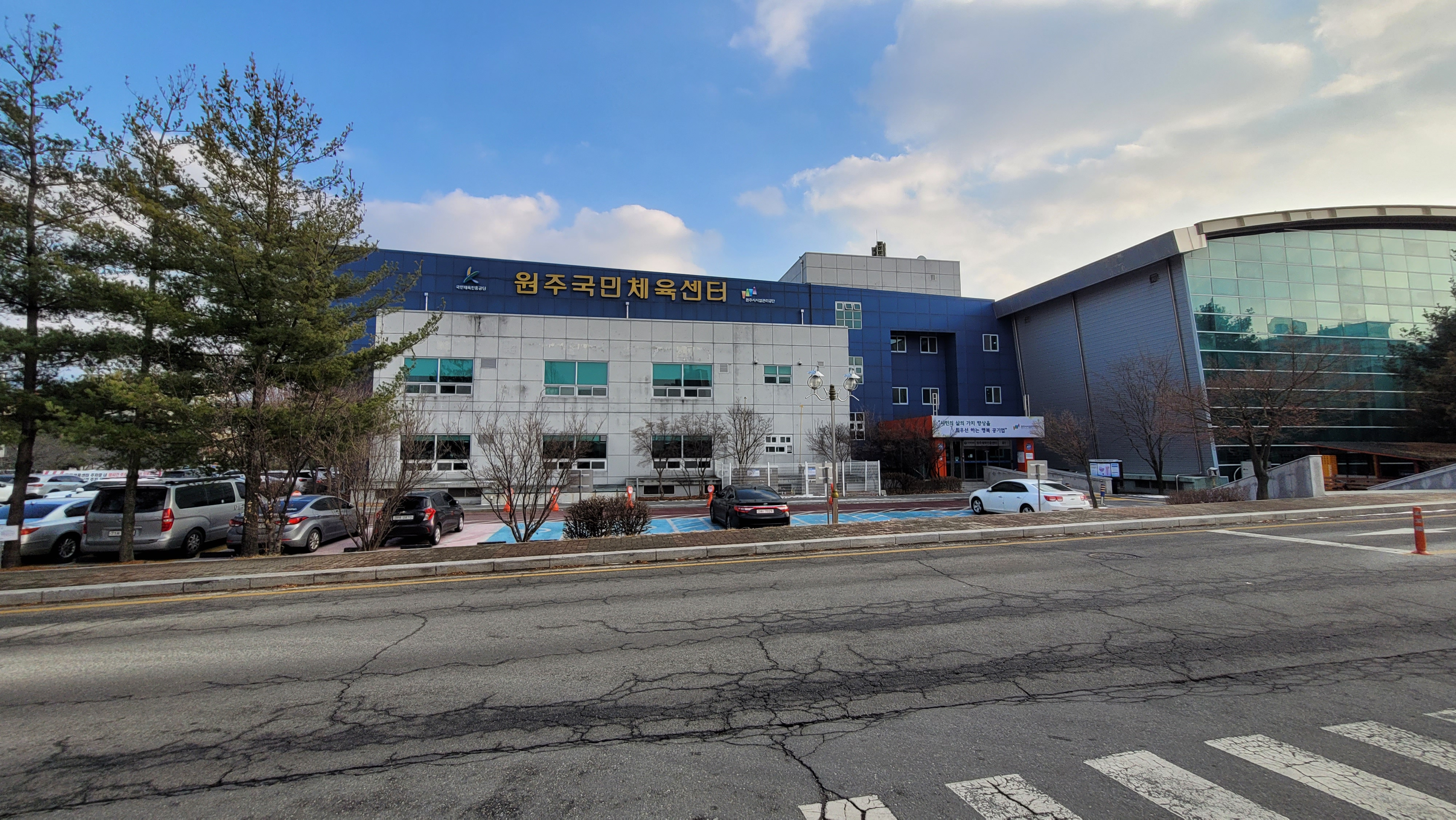
원주국민체육센터.
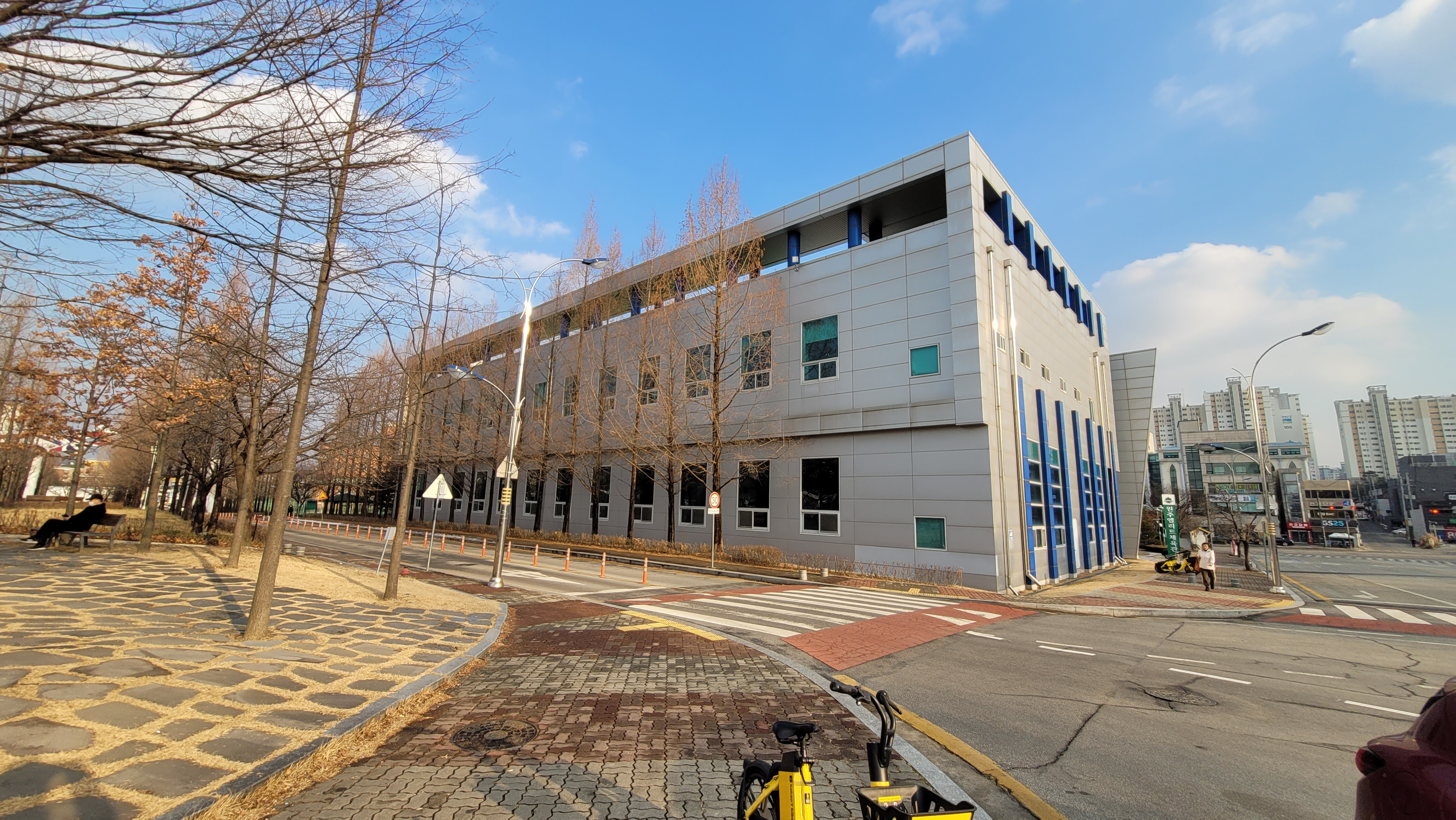
원주엘리트체육관.

## 참고 문헌
- 〈원주종합운동장〉. 《두피디아》. 두산.
- 《전국 공공체육 시설 현황 (2017년말 기준)》. 대한민국 문화체육관광부. 2019.
- 《2019년 전국 공공체육시설 현황 (2018년말 기준)》. 대한민국 문화체육관광부. 2020.
- 《2023 전국 공공체육시설 현황 (2022년 12월말 기준)》. 대한민국 문화체육관광부. 2024.